# Knuckles the Echidna (комиксы)
Knuckles the Echidna (рус. Ехидна Наклз) — серия американских комиксов о ехидне Наклзе, его родственниках и друзьях. Является спин-оффом серии комиксов Sonic the Hedgehog. Издавался с апреля 1997 по февраль 2000 года компанией Archie Comics. После отмены истории с Наклзом публиковались в комиксе Sonic the Hedgehog до 2003 года как спецвыпуск. Archie Comics в настоящее время планируют переиздать комиксы, как с Sonic Archives.

## Сюжет
Сюжет рассказывает о Наклзе — ехидне, охраняющий Мастер Изумруд (англ. Master Emerald) на Плавучем острове (англ. Floating Island). В это время Семья Наклза раскололась на две группы: Братство Стражей (англ. Brotherhood of Guardians) и Тёмный Легион (англ. Dark Legion). Сам герой принадлежит к первой группе, а его подружка Джули-Су сначала принадлежала к Тёмному Легиону, позже перешедшая в другой. Наклз вместе со своей группой Хаотикс должны победить лидера Тёмного Легиона ехидну Дмитрия.

## История
Первые три номера комиксов появился в апреле 1997 года под названием Knuckles: The Dark Legion (рус. Наклз: Тёмный легион) в мини-выпусками. Лишь с 4 номера началась публикация полноценных номеров. В каждом номере было три сюжетных линий, которые создают целую историю. Каждая сюжетная линия объединялась в одну историю, в которой имеется большое изображение с тремя картинками, то есть в виде триптиха. Художником комикса до 25 номера был Патрик Спазиант, которого в последующих выпусках сменил Мэнни Галан. Сценаристом всех номеров был Кен Пендерс.
После того, как комиксы перестали издавться в 2000 году, мини-выпуски с участием Наклза присутствовали в комиксе Sonic the Hedgehog до 2003 года. В настоящее время издательство Archie Comics планируют переиздать все номера комикса, как в случае с Sonic Archives.